# 1942 no Brasil
Esta é uma cronologia dos fatos acontecimentos de ano 1942 no Brasil.

## Incumbentes
- Presidente do Brasil - Getúlio Vargas (3 de novembro de 1930 - 29 de outubro de 1945)

## Eventos
- 28 de janeiro: O Brasil rompe as relações diplomáticas com a Alemanha, o Japão e a Itália.[1][2]
- 26 de julho: O navio brasileiro Tamandaré é torpedeado pelo submarino alemão U-66, ao largo de Trinidad e Tobago.
- 17 de agosto: Os navios brasileiros Itagiba e Arará são torpedeados pelo submarino alemão U-507.
- 22 de agosto: Durante a reunião ministerial realizada no Palácio Guanabara, o presidente Getúlio Vargas declara guerra contra a Alemanha e a Itália.[3][4]
- 31 de agosto: Presidente Getúlio Vargas assina o decreto-lei, que decreta o estado de guerra em todo o território.[5][6]
- 5 de outubro: Presidente Getúlio Vargas assina o decreto-lei, que institui o Cruzeiro como a nova unidade monetária brasileira.[7][8]
- 1 de novembro: Entra em vigor a nova unidade monetária brasileira, o Cruzeiro, em substituição ao Réis.[9]
- 28 de outubro: O cargueiro brasileiro Rio Branco ataca um submarino alemão.[10][11]

## Nascimentos
- 18 de janeiro: Lima, ex-futebolista (m. 2025).
- 19 de janeiro:
  - Luiz Ayrão, cantor e compositor.
  - Nara Leão, cantora (m. 1989).
- 19 de março: José Serra, 58° governador de São Paulo.
- 23 de abril: Jorge Antunes, compositor e maestro.
- 1 de junho: Braz Chediak, cineasta e escritor.
- 26 de junho: Gilberto Gil, músico e político.
- 7 de agosto: Caetano Veloso, músico e compositor brasileiro.
- 23 de agosto: Susana Vieira, atriz.
- 31 de agosto: Ronaldo Corrêa, compositor, cantor e músico.
- 28 de setembro: Tim Maia, cantor, compositor, maestro, produtor musical, instrumentista e empresário brasileiro (m. 1998).

## Mortes
- 13 de fevereiro: Epitácio Pessoa, 11° presidente do Brasil (n. 1865).[12]